# Flakpanzer Gepard
Flugabwehrkanonenpanzer Gepard (förkortat Flakpanzer Gepard) är en tyskutvecklad luftvärnskanonvagn baserad på chassit från stridsvagnen Leopard 1. Gepard användes under kalla kriget av flera NATO-länder men har därefter avvecklats av de flesta ursprungliga användarna till förmån för mer moderna system.

## Historik
I mitten av 1960-talet började arbetet med att hitta en ersättare för de då ålderstigna M42 Duster-vagnar som dittills använts av tyska arméns luftvärnstrupper. Man beslöt sig för att använda chassit och drivlinan från den då nyutvecklade Leopardstridsvagnen för att den nya luftvärnsvagnen skulle kunna hålla samma förflyttningstakt som arméns vanliga manöverbataljoner. Beväpningen bestod av två stycken 35 mm automatkanoner som levererades av schweiziska Oerlikon. För radarriktning och eldledning ansvarade tyska Siemens AG.
Originalversionen förbandsattes i de tyska, holländska och belgiska arméerna 1976–1977. Systemet uppgraderades flera gånger, bland annat 1985 genom att tillföras ny sambandsutrustning och laseravståndsmätare. Planer fanns på att lägga till luftvärnsrobotar av Stingermodell monterade i tandem på de båda kanonkåpornas utsida (2x2 st) för att förbättra räckvidden hos systemet, men dessa planer avskrevs på grund av höga kostnader.  
Efter Rysslands invasion av Ukraina 2022 beslöt Tyskland i april samma år att skicka 50 Gepard till Ukraina. 20 september 2022 hade 30 Gepard levererats.
Gepardsystemet visade sig i Ukraina vara mycket effektivt mot Iran-tillverkade Shahed-136-drönare. Radarn upptäcker dem på 16 kilometers avstånd och det behövs 6-10 skott för att skjuta ned dem. Vid ett tillfälle sköt en Gepard ner 10 drönare.